# 司馬騰
司馬 騰（しば とう、? - 307年）は、西晋の皇族。字は元邁。司馬懿の四弟である司馬馗の孫で高密王司馬泰の子。兄は八王の乱を終結させた東海王司馬越。弟は司馬略・司馬模ら。子は司馬虞・司馬矯・司馬卲・司馬確ら。

## 生涯
若くして冗従僕射・東嬴公（後に新蔡王に昇格）に封じられ、南陽郡太守・魏郡太守を歴任し、赴任先で仕事ぶりを称えられた。
中央に召喚されると宗正に任じられ、次いで太常となり、さらに持節・寧北将軍・都督并州諸軍事・并州刺史に昇進した。
太安2年（303年）頃、并州は飢饉に見舞われたので、建威将軍閻粋は司馬騰へ「山東の諸胡（異民族の蔑称）を捕えて売り捌き、軍資金とすべきです」と進言した。司馬騰はこれを容れ、配下の郭陽・張隆らに命を下して并州一帯の胡人を捕えさせ、二人一組で枷に拘束して冀州に送らせた。この時、やがて後趙を樹立する羯族の石勒を捕らえ、山東の師懽という漢人の下へ売り渡している。
永安元年（304年）7月、兄の東海王司馬越は右衛将軍陳眕・殿中中郎逯苞・成輔・上官巳らと共に、当時皇太弟として政権を握っていた成都王司馬穎討伐を掲げて決起し、恵帝を奉じて司馬穎の本拠地鄴へ向けて軍を発した。だが、皇帝軍は司馬穎配下の石超の前に敗北し、恵帝は捕らわれの身となった。司馬穎は混乱を鎮める為、皇族内で声望を有していた司馬越とその兄弟である司馬騰・司馬略・司馬模を鄴に招いて和解を図ったが、みな応じなかった。
8月、司馬騰は都督幽州諸軍事王浚と結託し、司馬穎配下の幽州刺史和演を攻撃すると、城を包囲した。和演はこれに窮して降伏するも、許さず処断した。さらに王浚と共に司馬穎討伐の兵を興すと、王浚は段部の段務勿塵と烏桓の羯朱を始め、胡人・漢人合わせて二万人を率いて軍を進め、司馬騰はその後援となった。討伐軍は司馬穎が派遣した北中郎将の王斌を撃破し、さらに平棘に進むと主簿祁弘が敵将石超を破った。この時、司馬騰もまた敵将王粋を撃破している。そのまま鄴へ進撃すると、司馬穎は大いに恐れ、恵帝を連れて洛陽へ逃走した。この戦勝により、司馬騰は安北将軍に昇進した。
同月、匈奴の上大単于劉淵が離石で兵を挙げた。司馬騰はこの報を聞くと、鮮卑拓跋部に援軍を要請した。中部の大人拓跋猗㐌は10万騎余りを率い、西部の大人拓跋猗盧・東部の大人拓跋禄官もこれに呼応し、西河郡・上党郡で劉淵軍を大破した。その後、汾東にて司馬騰は拓跋部と盟約を交わし、拓跋部を帰還させた。
10月、劉淵は晋朝からの自立を宣言し、漢王に即位した（前趙の樹立）。同年（永興元年）12月、司馬騰は将軍聶玄を派遣して劉淵を攻撃させた。両軍は太原郡の大陵県で激突したが、聶玄は大敗を喫した。司馬騰は劉淵を大いに恐れ、并州の2万戸余りの領民を率いて南下したという。漢軍は快進撃を続け、建武将軍劉曜が太原・泫氏・屯留・長子、中都を続けざまに陥落させ、冠軍将軍喬晞は介休を陥落させて県令賈渾を殺した。
永興2年（305年）、司馬騰は反攻に出て配下の司馬瑜・周良・石尟らを派遣し、劉淵を攻撃させた。彼らは、離石の汾城を拠点とした。劉淵は武牙将軍劉欽を初めとして六軍を派遣し、司馬瑜らを迎え撃たせた。司馬瑜らは劉欽と四度交戦を行うもすべて敗北した。
6月、劉淵が司馬騰の守る晋陽を攻撃すると、司馬騰は再び拓跋猗㐌に救援を要請した。衛操の進言により、拓跋猗㐌は軽騎数千を率いて救援に向かい、劉淵の配下の綦毋豚を討ち取り、劉淵を蒲子へ敗走させた。
光熙元年（306年）8月、東燕王に封じられた。12月、車騎将軍・都督鄴城諸軍事に任じられ、鄴城の鎮守を命じられた。司馬騰が井陘から東に向かうと、并州は漢軍の侵攻により荒廃していたので、百姓や兵士・官吏2万戸余りが食糧を求めて司馬騰に付き従った。鄴城に到着すると、司馬騰は并州の将である田甄・田甄の弟の田蘭・任祉・祁済・李惲・薄盛らに流民集団を率いさせ、食糧を集めさせた。彼らは自らを乞活と号し、西晋崩壊後の黄河一帯において大いに影響力を見せる事となる。
永嘉元年（307年）3月、司馬騰はかつて恵帝奪還に貢献した功績をもって新蔡王に改封され、都督司冀二州諸軍事に任じられた。
4月、牧人の首領である汲桑は大将軍を自称し、司馬越・司馬騰を誅殺して司馬穎の仇を取る事を大義名分に掲げて挙兵した。汲桑は石勒を掃虜将軍・忠明亭侯に封じて前鋒都督とし、司馬騰のいる鄴へと進軍を開始した。この時、鄴城内には食糧物資の蓄えは無かったが、司馬騰個人は豊富な蓄えを持っていた。司馬騰は吝嗇であり、汲桑軍が迫るとようやく将兵に財産を配ったが、米数升・帛一丈数尺程度だったので将兵は離散したという。司馬騰は「我は并州に在ること七年となる。胡が城を囲んだ事もあったが、遂に勝つことなど出来なかったのだ。ましてや汲桑は小賊であり、どうして憂うに値しようか」と述べ、全く備えをしなかった。
5月、汲桑と石勒は迎え撃ってきた魏郡太守馮嵩を撃ち破ると、勢いのままに鄴へ進撃した。驚いた司馬騰は軽騎で逃亡を試みたが、汲桑配下の李豊に追いつかれて斬り殺された。
長男の司馬虞は李豊へ反撃して水に投げこんで殺害したが、最終的に李豊の残党に殺害された。同じく司馬騰の子である司馬虞・司馬矯・司馬紹や、側近の鉅鹿郡太守崔曼・車騎長史羊恒・従事中郎蔡克を始め、鄴にいた諸々の名家らもまた尽く殺害された。司馬騰の家系は唯一生き残った庶子の司馬確により継承された。
7月、濮陽郡太守苟晞は鄴を奪還したが、盛夏であったので屍は腐敗しており、司馬騰と三子の骸骨を判別する事は出来なかったという。後に司馬騰は武哀王と諡された。

## 逸話
司馬騰が并州を出発して鄴に向かう途上、真定県に至った時に大雪に遭ったので、数尺に渡って除雪作業を行った。陣営の門前では数丈も雪が降ったが全く積もらなかったので、司馬騰は怪しんでこれを掘らせた所、高さ1尺ばかりの玉馬（彫刻で玉を削って作られた馬）を手に入れた。その為、上表してこれを献上したという。